# Lycoris uydoensis
Lycoris uydoënsis  (лат.) — вид однодольных растений рода Ликорис (Lycoris) семейства Амариллисовые (Amaryllidaceae). Впервые описан южнокорейским ботаником Ким Му Ёль в 2004 году.

## Распространение и среда обитания
Эндемик Южной Кореи, известный с побережья провинции Чолла-Пукто.
Произрастает в горах.

## Ботаническое описание
Луковичный геофит.
Многолетнее растение.
Листья широколинейные.
Соцветие зонтиковидное с 5—8 цветками кремово-белого цвета, размещено на верхушке стебля.
Цветёт в августе и сентябре.

## Природоохранная ситуация
Растение занесено в Красную книгу Южной Кореи в статусе «LC» («вызывает наименьшие опасения»).